# 大谷真徳
大谷 真徳（おおたに まさのり、1988年9月4日 - ）は、神奈川県横浜市青葉区出身の元プロ野球選手（外野手）。右投左打。元福井ミラクルエレファンツの大谷尚徳は実兄。

## 経歴
小学1年生の時に、兄の所属していた緑中央リトル・シニア（現：横浜青葉）に加入。チームは中学時代に全国選抜やジャイアンツカップで優勝を果たしたが、大谷は「体が小さい」という理由でそれらの試合に出場できなかった。同期に下水流昂・福田永将がいる。
兄の後を追う形で世田谷学園高に進学する。世田谷学園では遠投力がつき、体も成長し始め、2年生からレギュラーとなった。
大学は、東都大学リーグの立正大学に進学。同期に南昌輝がいた。周囲のレベルの高さに驚き、独自の練習にも取り組んだものの4年間ほとんど試合には出ることがなく、4年生の時には「脱走」も経験している。一般企業への就職を考えていたが、親から「自分に嘘をついて楽な道は選ぶな」という言葉を受けて独立リーグのトライアウトを受験。ベースボール・チャレンジ・リーグのトライアウトは不合格だったが、四国アイランドリーグplusのトライアウトに合格する。
2011年、ドラフト3位で徳島インディゴソックスに入団。2年目にレギュラーに定着。3年目の2013年にリーグ2位となる打率.334をマーク。チームの後期および年間総合優勝に貢献し、リーグの年間MVPおよびベストナインに選ばれた。
2014年には前後期・年間総合優勝したチームの主軸となり、首位打者と最多打点の2冠を獲得した。シーズン終了後、退団（任意引退）。
2016年3月より、アンダーアーマーベースボールハウス川崎久地店に勤務。
2019年12月には結婚式を挙げている。

## プレースタイル
セールスポイントは、肩の強さと走塁である。

## 詳細情報

### 年度別打撃成績
| 年 度    | 球 団    | 打 率 | 試 合 | 打 席 | 打 数 | 得 点 | 安 打 | 二 塁 打 | 三 塁 打 | 本 塁 打 | 打 点 | 三 振 | 四 球 | 死 球 | 犠 打 | 犠 飛 | 盗 塁 | 長 打 率 | 出 塁 率 | 併 殺 打 | 失 策 |
| -------- | -------- | ----- | ----- | ----- | ----- | ----- | ----- | -------- | -------- | -------- | ----- | ----- | ----- | ----- | ----- | ----- | ----- | -------- | -------- | -------- | ----- |
| 2011     | 徳島     | .264  | 57    | 116   | 106   | 18    | 28    | 3        | 1        | 0        | 8     | 12    | 4     | 3     | 3     | 0     | 3     | .311     | .310     |          |       |
| 2012     | 徳島     | .236  | 74    | 270   | 229   | 26    | 54    | 10       | 3        | 1        | 22    | 43    | 28    | 8     | 4     | 1     | 5     | .319     | .338     |          |       |
| 2013     | 徳島     | .332  | 70    | 299   | 241   | 51    | 80    | 16       | 5        | 3        | 41    | 22    | 38    | 13    | 5     | 2     | 7     | .477     | .445     | 5        | 0     |
| 2014     | 徳島     | .340  | 74    | 325   | 262   | 54    | 89    | 17       | 3        | 6        | 56    | 41    | 41    | 18    | 0     | 4     | 10    | .496     | .455     | 0        | 7     |
| 通算:4年 | 通算:4年 | .300  | 275   | 1010  | 838   | 149   | 251   | 46       | 12       | 10       | 127   | 118   | 111   | 42    | 12    | 7     | 25    | .419     | .405     |          |       |